# A5 (Cyprus)
De A5 is een autosnelweg op Cyprus. De snelweg van 19 kilometer lengte vormt een verbinding tussen de A1 naar Limasol en de stad Larnaca.
A1 · A2 · A3 · A5 · A6 · A7 · A8 · A9 · A22